# Gregg Berhalter
Gregg Berhalter (Englewood, New Jersey, 1973. augusztus 1. –) amerikai válogatott labdarúgó, edző. 2018 és 2022, majd 2023 és 2024 között az Egyesült Államok szövetségi kapitánya. 2024 óta a Chicago Fire vezetőedzője.

## Válogatott
Berhalter 1994. október 15-én, Szaúd-Arábia ellen mutatkozott be az Amerikai Egyesült Államok labdarúgó-válogatottjában. Jelentős szerepe volt a 2002-es világbajnokságon. Ő volt az első Crystal Palace játékos, aki világbajnokságon játszott.
2006. május 25-én beválasztották a 2006-os világbajnokság 23 játékosból álló amerikai keretébe, viszont nem játszott egy csoportmérkőzésen sem. Az USA az E csoport utolsó helyén végzett, így kiesett a kiírásból.

## Edzői statisztika
| Csapat        | Nemzet                    | –tól               | –ig                | Mérleg | Mérleg | Mérleg | Mérleg     | Mérleg | Mérleg | Mérleg | Mérleg |
| M             | GY                        | D                  | V                  | RG     | KG     | +/-    | Győzelem % |        |        |        |        |
| ------------- | ------------------------- | ------------------ | ------------------ | ------ | ------ | ------ | ---------- | ------ | ------ | ------ | ------ |
| Hammarby      | Svédország                | 2011. december 12. | 2013. július 24.   | 46     | 18     | 17     | 11         | 53     | 44     | +9     | 39.13  |
| Columbus Crew | Amerikai Egyesült Államok | 2013. november 6.  | 2018. december 2.  | 193    | 74     | 49     | 70         | 287    | 282    | +5     | 38.34  |
| USA           | Amerikai Egyesült Államok | 2018. december 2.  | 2022. december 31. | 60     | 37     | 12     | 11         | 117    | 40     | +77    | 61.67  |
| Összesen      | Összesen                  | Összesen           | Összesen           | 299    | 129    | 78     | 92         | 457    | 366    | +91    | 43.14  |